# أليكسي زوكانينكو
أليكسي زوكانينكو (الروسية: Жуканенко, Алексей Юрьевич) مواليد 18 مايو 1986 في ألماتي، الجمهورية الكازاخية السوفيتية الاشتراكية، الاتحاد السوفيتي، هو لاعب كرة سلة كازاخستاني. بدأ مسيرته الاحترافية في سنة 2002.

## المسيرة الاحترافية
لعب مع نادي يونيكس قازان لكرة السلة من سنة 2004 إلى 2009، ثم لعب مع نادي دينامو موسكو لكرة السلة من سنة 2009 إلى 2011، ثم لعب مع خيمكي في الدوري الروسي من سنة 2011 إلى 2013، ثم لعب مع لوكوموتيف كوبان من سنة 2013 إلى 2015.

## روابط خارجية
- أليكسي زوكانينكو على موقع الاتحاد الدولي لكرة السلة (الإنجليزية)
- أليكسي زوكانينكو على موقع الدوري الأوروبي لكرة السلة (الإنجليزية)
- أليكسي زوكانينكو على موقع كرة السلة الأوروبية.كوم (الإنجليزية)
- أليكسي زوكانينكو على موقع ريلجم (الإنجليزية)
- أليكسي زوكانينكو على موقع بروبوليرز (الإنجليزية)
- أليكسي زوكانينكو على موقع سبورتس رفرنس (الإنجليزية)